# Ålesundsgjengen
Ålesundsgjengen var navnet, som blev givet til en gruppe på 18 mænd og en kvinde under 2. verdenskrig, som blev arresteret på en fiskebåd udenfor Ålesund i 1942 i forbindelse med Englandsfarten. Gruppen havde forbindelser til Milorg. Båden var på vej til England. I forkant af arrestationen havde folk fra Sonderabteilung Lola infiltreret båden. Hele 18 af gruppens medlemmer blev skudt i skoven på Trandum efter forhør og tortur. Filmen Englandsfarere fra 1946, baseret på bogen af samme navn, tager udgangspunkt i denne historie. 